# الکامل محمد
الکامل محمد (انگلیسی: Al-Kamil Muhammad; ۱ ژانویهٔ ۱۲۶۰ – 1260)، آخرین امیر ایوبی جزیره بود که از سال ۱۲۴۷ تا  ۱۲۶۰ حکومت راند. بعد از مرگ وی، مغولان بر این منطقه مسلط گشتند.